# Hanwell (Oxfordshire)
Hanwell – wieś i civil parish w Anglii, w hrabstwie Oxfordshire, w dystrykcie Cherwell. Leży 39 km na północ od Oksfordu i 107 km na północny zachód od Londynu. W 2011 roku civil parish liczyła 263 mieszkańców. Hanwell jest wspomniana w Domesday Book (1086) jako Hanewege.